# فريدريك سوان
فريدريك سوان (بالإنجليزية: Frederick Swann) هو عازف الأرغن أمريكي، ولد في 1931 في فيرجينيا الغربية في الولايات المتحدة.